# Le Chaffaut-Saint-Jurson
Le Chaffaut-Saint-Jurson är en kommun i departementet Alpes-de-Haute-Provence i regionen Provence-Alpes-Côte d'Azur i sydöstra Frankrike. Kommunen ligger  i kantonen Digne-les-Bains-Ouest som ligger i arrondissementet Digne-les-Bains. År 2022 hade Le Chaffaut-Saint-Jurson 689 invånare.

## Befolkningsutveckling
Antalet invånare i kommunen Le Chaffaut-Saint-Jurson
Referens: INSEE